# Psaliodes torsilinea
Psaliodes torsilinea är en fjärilsart som beskrevs av Paul Dognin 1914. Psaliodes torsilinea ingår i släktet Psaliodes och familjen mätare. Inga underarter finns listade i Catalogue of Life.